# Katja Centomo
Katja Centomo (né le 23 janvier 1971 à Aoste) est une dirigeante d'entreprise, scénariste de bande dessinée et romancière italienne. Elle est connue pour avoir co-créé la série de bande dessinée à succès Monster Allergy,.

## Récompense
- 2004 : prix Micheluzzi de la meilleure série italienne pour Monster Allergy (avec Alessandro Barbucci, Barbara Canepa et Francesco Artibani)[réf. souhaitée]